# Рагама (Шри-Ланка)
Рагама — муниципалитет и город, в нём расположенный, в округе Гампаха в Западной провинции Шри-Ланки.
Здесь расположена одноимённая станция на железной дороге идущей из Коломбо на север. За станцией дорога раздваивается: одна дорога продолжает идти вдоль западного побережья, другая уходит вглубь острова на северо-восток. Кроме этого до города легко добраться из столицы и по автомобильным дорогам. Город известен благодаря реабилитационному центру армии Шри-Ланки Рана Виру Севана. Кроем него в Рагаме расположен один из главных государственных госпиталей. Многие местные жители пользуются его услугами. В центре города, над железнодорожными путями, проложена вторая в стране автоэстакада.
В Рагаме расположен ряд важных государственных учреждений:
1. Общий госпиталь северного Коломбо (учебный) — второй по величине больничный комплекс в стране
2. Бригада Джемуну военно-морского флота Шри-Ланки
3. Бригада Махасен Военно-морского флота Шри-Ланки
4. Колледж судостроения (при Военно-морском флоте Шри-Ланки)
5. Медицинский факультет университета Келании (при Общем госпитале Северного Коломбо)
6. Реабилитационный центр для пострадавших военных героев (Ранавиру Севана)
7. Тюрьма Махара (вторая по величине тюрьма в стране)
8. Государственные склады амуниции
9. Реабилитационный госпиталь Рагама
10. Госпиталь Чест — Велисара (район Рагама)
11. Римско-католическая Церковь Святого Лазаря и колледж при ней (Рагама — Курукулава)

## Исторические места
Тут расположена базилика Теватхтха, построенная после Второй мировой. На прилегающей к ней территории разбит парк, имеется музей. Западнее этого комплекса находится индуистский храм Ихалагама Сугатхарамайя.
Здесь родился и вырос артист Энтони Джексон (артист Ланкийского кино).
В начале XX века, во время второй англо-бурской войны, здесь находился концлагерь..